# Chlebowo (województwo pomorskie)
Chlebowo (niem. Kornburg, kaszub. Chlebòwò) – osada w Polsce położona w województwie pomorskim, w powiecie bytowskim, w gminie Miastko.
Miejscowość na pograniczu pojezierzy Drawskiego i Bytowskiego na wzgórzach morenowych dochodzących do 250 m n.p.m. 4 km na wschód od Miastka. Chlebowo leży przy trasie łączącej dwa powiaty bytowski i powiatem człuchowski. Trasa ta jest również połączeniem gmin Miastko i Koczała.
Jest to obszar w dużej mierze zalesiony. W okolicy znajduje się wiele jezior lobeliowych, rynnowych i oczek wodnych.
W latach 1975–1998 miejscowość administracyjnie należała do województwa słupskiego.
Osada stanowi sołectwo gminy Miastko.

## Historia
Obecnie osada, dawniej wieś w języku niemieckim zwana Kornburg, która to nazwa pochodzi od słowa Korn „zboże,żyto” z dodatkiem „burg”, notowana była w dokumentach źródłowych od roku 1784. Po roku 1945 wprowadzono nazwę Chlebowo nawiązując semantycznie do nazwy niemieckiej, do roku 1951 używano dwuczłonową nazwę Chlebowo-Kornburg (Stanisław Rospond, Słownik nazw geograficznych Polski zachodniej i północnej. Warszawa 1951). 
Według lokalnego przekazu, obecna nazwa została utworzona od rzeczownika chleb i związana jest z dwoma piecami chlebowymi, które do około 1970 roku znajdowały się we wsi. Chleb w nich wypiekany pokrywał zapotrzebowanie na pieczywo całej ludności wsi. 
Chlebowo zostało rozbudowane po roku 1950, rozwój był związany z powstaniem PGR Miastko (1 czerwca 1949) oraz Zakładu Rolnego Chlebowo. Spowodowało to napływ ludności, która zamieszkała w wiosce i podjęła pracę w gospodarstwie. Początkowo zajmowano się tu hodowlą koni, które były używane do prac polowych. Stado liczyło 36 koni, ale z czasem zostały one zastąpione maszynami, co spowodowało spadek ich liczby. W późniejszych latach zajęto się hodowlą bydła, owiec oraz trzody chlewnej. W dniu 1 września 1991 roku nastąpiła likwidacja obu państwowych gospodarstw. W efekcie duża część ludności została bez pracy i środków do życia. 1 sierpnia 1992 roku PGR Miastko został przejęty przez Agencję Własności Rolnej Skarbu Państwa. Obecnie ziemie byłego Zakładu Rolnego  wraz z pozostałymi budynkami gospodarczymi są własnością prywatną. Gospodarstwo obejmuje ok. 300 ha ziemi ornej klasy IV-V i oprócz uprawy ziemi zajmuje się hodowlą trzody chlewnej.
W Chlebowie znajduje się świetlica, plac zabaw i sklep spożywczy. Wieś posiada ujęcie wodne i nowoczesną sieć kanalizacyjną. Dzieci i młodzież uczą się w szkołach w Miastku.

## Zabytki
Do 2000 roku we wsi znajdował się pałac murowany z 1921 roku oraz zespół dworsko-folwarczny z obiektami z pierwszej połowy XIX w.  Podczas funkcjonowania zakładu rolnego pałac zajmowany był przez zarząd gospodarstwa. Mieściły się w nim biura oraz mieszkanie zarządcy. Po upadku gospodarstwa budynki te zostały zburzone i mają zostać odbudowane według pierwotnych planów.
W Chlebowie i okolicach znajdują się budynki należące do XIX-wiecznego folwarku.